# Indiana Ice
Indiana Ice var ett amerikanskt juniorishockeylag som var baserat i Indianapolis, Indiana och spelade i United States Hockey League (USHL) mellan 2004 och 2014. De var tvungna att inaktivera laget på grund av svårigheter att hitta en permanent hemmaarena inom Indianapolis storstadsområde. Laget var dock fortfarande medlem i USHL och för att lösa arenakrisen ville ägaren Blueline Enterprises, LLC uppföra idrottskomplexet The Lyceum Park & Pavilion och som skulle bland annat bestå av inomhusarenan Lyceum Pavilion och med plats för 4 800 åskådare. USHL hade godkänt det påtänkta idrottskomplexet och har gett laget fortsatta exklusiva USHL-rättigheter i Indianapolis. Innan arenakrisen spelade de permanent i Indiana Farmers Coliseum fram till 2012 när de fick sen alternera mellan Bankers Life Fieldhouse och Pan American Arena, en lösning som visade sig vara ohållbar.
Laget hade sitt ursprung från Western Michigan Wolves som bildades 1988 för spel i juniorishockeyligan North American Hockey League (NAHL), det blev dock bara ett år som Wolves innan de blev Kalamazoo Jr. Wings. 1994 flyttades laget till Danville, Illinois och blev Danville Wings. 2003 anslöt de sig till USHL och ett år senare blev som sagt Indiana Ice. De vann två Clark Cup, som delas ut till det lag som vinner USHL:s slutspel, för säsongerna 2008–2009 och 2013–2014.
De fostrade spelare som bland andra Anthony Bitetto, John Carlson, Scott Darling, Stanislav Galijev, Torey Krug och Joel Rechlicz.